# Constance Lytton
Lady Constance Georgina Bulwer-Lytton, född 12 februari 1869 i Wien, död 2 maj 1923 i London, var en brittisk feminist.
Lytton var en militant suffragett och medlem i Women's Social and Political Union (WSPU). Hon fängslades ofta för sina aktiviteter, men eftersom hon tillhörde överklassen fick hon en mild behandling och släpptes varje gång som inledde en hungerstrejk. Av denna anledning förklädde hon sig 1911 och lät sig gripas som sömmerskan Jane Wharton. Hon tvångsmatades då med så grovt våld att hon drabbades av stroke och blev delvis förlamad. Detta till trots fortsatte hon att verka för kvinnorörelsen, skrev artiklar och organiserade rösträttspetitioner.